# Nonoai
Nonoai är en kommun i Brasilien.   Den ligger i delstaten Rio Grande do Sul, i den södra delen av landet, 1 400 km söder om huvudstaden Brasília. Antalet invånare är 12 076. Arean är 469 kvadratkilometer.
Terrängen i Nonoai är kuperad norrut, men söderut är den platt.
Trakten runt Nonoai består till största delen av jordbruksmark. Runt Nonoai är det ganska glesbefolkat, med 22 invånare per kvadratkilometer.